# Barbituraten
Barbituraten zijn derivaten van barbituurzuur en hebben als GABA-agonist een sterk dempende werking op het centraal zenuwstelsel, variërend met de dosis van lichte sedatie (kalmerend effect) tot een diepe (onomkeerbare) coma en de dood.
Toepassingen zijn onder andere als:
1. Slaapmiddelen

Algemene structuur van barbituraten

2. Kalmeringsmiddelen (tranquillizers)
3. Anti-epileptica, met name fenobarbital
4. Inductiemiddel bij narcose, met name de natriumzouten van thiopental en methohexital
5. Euthanaticum (bijvoorbeeld natriumthiopental)

In 1863 werd barbituurzuur gesynthetiseerd door de Duitse chemicus Adolf von Baeyer uit malonzuur en ureum. In 1903 verscheen het eerste barbituraat barbital onder de merknaam Veronal als slaapmiddel op de markt.
Vóór de ontdekking van echte slaapmiddelen werden daar vooral kruiden, alcohol en opium voor gebruikt. Daarnaast werden chloraalhydraat en paraldehyde als synthetisch slaapmiddel gebruikt. Barbituraten vonden daarom makkelijk aftrek om als slaapmiddel te worden toegepast.
In 1912 werd fenobarbital op de markt gebracht onder de merknaam Luminal. Fenobarbital werkte veel minder versuffend en was, evenals barbital, langwerkend. Het werd daardoor voornamelijk als kalmeringsmiddel toegepast.
Er werden circa 2500 barbituraten ontwikkeld, waarvan ongeveer 50 ooit voor medisch gebruik zijn geregistreerd. Enkele barbituraten zijn (eerst voorgekomen merknaam in Nederland tussen haakjes): amobarbital, brallobarbital (Vesparax in combinatie met hydroxyzine en secobarbital), butalbital, butobarbital (Soneryl), cyclobarbital, fenobarbital (Luminal), methylfenobarbital (Prominal), pentobarbital, secobarbital (Seconal, of Vesparax in combinatie met hydroxyzine en secobarbital) en thiopental, ook wel pentothal genoemd (Nesdonal).
Allemaal verschillen ze in eigenschappen zoals dosering, voornaamste werkingen, werkingsduur enzovoort. Barbituraten waren een berucht zelfmoordmiddel, bij overdosering treedt er coma met demping van de ademhaling op. Ook werden ze misbruikt waardoor een vergiftiging zoals bij dronkenschap ontstaat. Barbituraten zijn fysiek en psychologisch zeer verslavend; in het ergste geval kan staking van inname na langdurig gebruik zelfs dodelijk zijn door het optreden van ernstige convulsies ('epileptische aanvallen'). Bij kinderen die langdurig fenobarbital tegen epilepsie gebruikten is een gemiddeld lager IQ waargenomen, evenals gedragsstoornissen.
Er bestaat geen antidotum tegen een overdosis barbituraat.  Vooral secobarbital veroorzaakte veel doden door vergiftiging wereldwijd, meestal vanwege ernstige problemen met misbruik.
De benzodiazepinen chloordiazepoxide (Librium) en diazepam (Valium) werden rond 1960 ontwikkeld. Deze zijn veel veiliger dan de barbituraten. Overdosering is praktisch onmogelijk, afhankelijkheid en ontwenning is minder intens, ze werken over het algemeen minder versuffend, en er zijn eigenlijk maar een paar echte contra-indicaties; zoals de zeldzame spierziekte Myasthenia gravis. Toch kunnen mensen lange tijd last krijgen van ontwenningsverschijnselen, veel langer dan bij ontwenning van opioïden of alcoholische dranken.
Benzodiazepines hebben de functie van barbituraten bijna volledig overgenomen. In de apotheek is sinds een paar jaar na de eeuwwisseling alleen nog fenobarbital verkrijgbaar, en dan als anti-epilepticum, indien andere middelen falen. In ziekenhuizen wordt ook nog wel het sterke en kortwerkende barbituraat thiopental gebruikt als inleidingmiddel bij anesthesie (of narcose). Ook in de diergeneeskunde en bij euthanasie door middel van injectie worden vaak sterke barbituraten gebruikt.
Van verschillende barbituraten, bijvoorbeeld fenobarbital, secobarbital en amobarbital, is er een natrium-zoutvorm beschikbaar. De naam wordt dan aangeduid als bv. natriumpentobarbital. Het zou gezegd kunnen worden dat natrium een oplosmiddel is, zoals dat bij andere middelen vaak hydrochloride is. Het eerste barbituraat, barbital, kon niet in water opgelost worden. Natriumbarbital, het natriumzout hiervan, kon dat wel, waardoor toediening via injectie en drank makkelijker werden.